# 延令街道
延令街道，是中华人民共和国江苏省泰州市泰兴市下辖的一个乡镇级行政单位。
2020年，变更济川街道行政区域设立延令街道。以原济川街道办事处的南郊、延陵、大生、双进、陆桥、三阳、蔡巷、蔡桥8个村委会和东联、府前、越街、南街、国庆二村、复兴、西郊、国庆新村、鼓楼、华泰、东城、五里墩、周曾、三营、祥泰、润泰16个居委会为延令街道行政区域。

## 行政区划
延令街道下辖以下地区：
南郊、延陵、大生、双进、陆桥、三阳、蔡巷、蔡桥8个村委会和东联、府前、越街、南街、国庆二村、复兴、西郊、国庆新村、鼓楼、华泰、东城、五里墩、周曾、三营、祥泰、润泰16个居委会